# Педана (Асколи Пичено)
Педана (итал. Pedana) насеље је у Италији у округу Асколи Пичено, региону Марке.
Према процени из 2011. у насељу је живело 63 становника. Насеље се налази на надморској висини од 322 м.